# Experimento mental
Em filosofia e em física, um experimento mental ou experiência mental constitui um raciocínio lógico sobre um experimento não realizável na prática mas cujas consequências podem ser exploradas pela imaginação, pela física ou pelas matemáticas. Esses experimentos são utilizados para se compreender aspectos não experimentáveis do Universo. A expressão foi popularizada pelos Gedankenexperiment utilizados por Albert Einstein para explorar algumas das consequências da Teoria da Relatividade. Um experimento mental clássico permite por exemplo demonstrar a conhecida equivalência massa-energia expressada pela equação:
{\displaystyle E=mc^{2}}
Contudo, o conceito de experimento mental é muito mais antigo e remonta à tradição grega. Um famoso exemplo é a alegoria da caverna de Platão. Outros exemplos clássicos se encontram no pensamento de Sócrates. Os experimentos mentais em física remontam ao menos à época de Galileu Galilei.
Muitos experimentos mentais incluem aparentes paradoxos sobre fatos conhecidos  que têm permitido reformular em maior medida diferentes teorias científicas.

## Experimentos mentais famosos

### Filosofia
A filosofia faz intenso uso de experimentos mentais. Eis alguns exemplos:
- Os paradoxos de Zenão (metafísica)

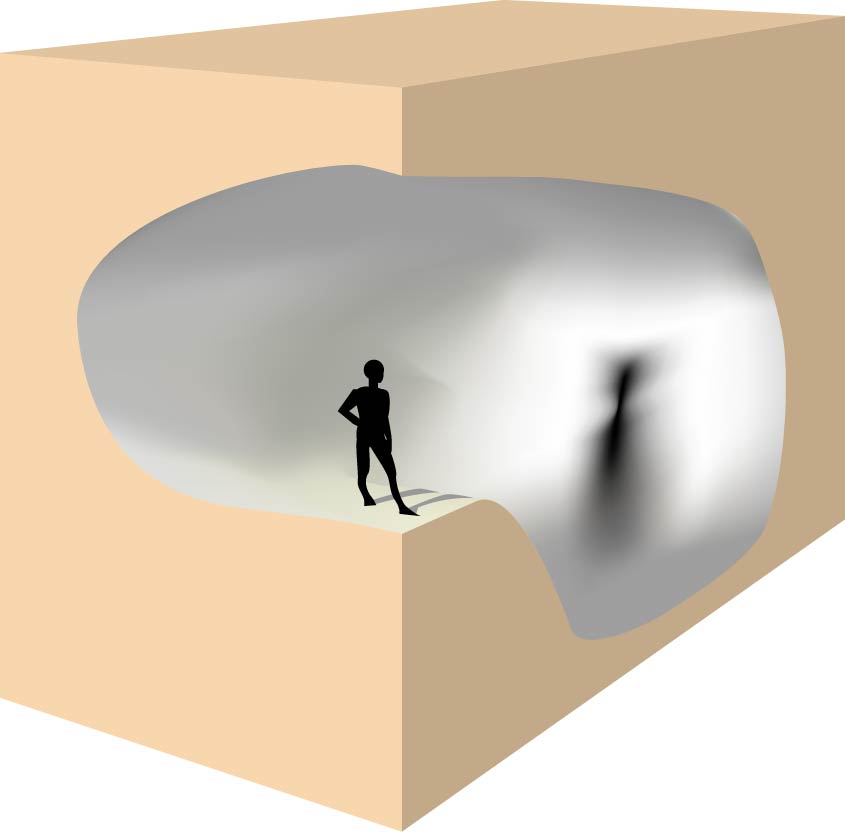
Ilustração da Alegoria da Caverna

- Alegoria da caverna (epistemologia)
- Posição original (filosofia política)
- Tábua de Carnéades (ética)
- Terra Gêmea (semântica e filosofia da mente)
- Cérebro numa cuba (epistemologia)
- Navio de Teseu (identidade)
- O príncipe e o sapateiro (identidade pessoal)
- Teletransportador (identidade pessoal)
- O chinês que sonhou ser uma borboleta (identidade pessoal)
- Homem do pântano (identidade pessoal)
- Quarto Chinês (filosofia da mente e intencionalidade)
- Cabeça de Block (intencionalidade)
- Teorema do macaco infinito (intencionalidade)
- A formiga que desenha Churchill (intencionalidade)
- Troca lenta (Externalismo sobre a memória)
- Hipótese de Sapir-Whorf (semântica)
- O contingente a priori (semântica)
- O ovo e a galinha (causalidade)
- Paradoxo do avô (lógica da percepção)
- Dilema do bonde (ética)

### Física
- Brownian ratchet: Uma máquina de movimento perpétuo proposta por Richard Feynman que não viola o Segundo princípio da termodinâmica mas tampouco exerce trabalho

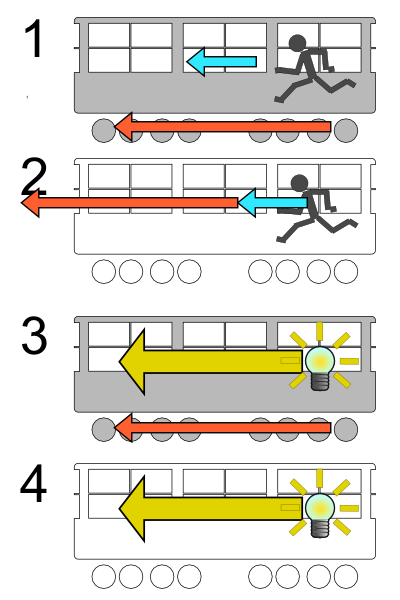
Ilustração da Teoria da Relatividade

- Cones de Casimir: Base de máquinas próximas do movimento perpétuo alimentadas por entropia
- O barco de Galileu: Explicação clássica do princípio de relatividade (1632)
- Experimento GHZ: Um experimento mental em mecânica quântica
- Paradoxo EPR: Um paradoxo da mecânica quântica. Algumas formas reais desse experimento foram realizadas sob o nome de quantum entanglement ou teletransporte quântico
- O demônio de Maxwell: Um paradoxo termodinâmico proposto por James Clerk Maxwell em 1871
- O gato de Schrödinger: O paradoxo por excelência da mecânica quântica
- Paradoxo dos gêmeos: O paradoxo mais famoso da relatividade especial
- O cubo de Ernst Mach e o princípio de Mach: Um experimento mental sobre a natureza das forças não inerciais

### Matemática
- O problema da parada: Um problema de decisão na teoria da computabilidade